# Cotachena histricalis
Cotachena histricalis là một loài bướm đêm trong họ Crambidae.